# Come on You Reds
Come on You Reds è una canzone composta dalla rock band Status Quo, pubblicata come inno del Manchester United e salita al primo posto in Inghilterra nel 1994.

## La canzone
Nel 1994 i dirigenti della squadra di calcio del Manchester United chiedono agli Status Quo di scrivere un inno celebrativo del prestigioso club inglese, che sia nel contempo solenne e facilmente cantabile e memorizzabile.
La band accetta la scommessa e utilizza per lo scopo la musica di Burning Bridges, un brano firmato Rossi-Bown che è già stato un Top Ten del gruppo nel 1988.
Per l'occasione, Andy Bown e Rhino Edwards modificano le liriche e riadattano il pezzo adeguandolo all'intento, mentre i calciatori del Manchester United prestano le loro voci al brano che, così riproposto, acquista nuova verve e vitalità.
Il pezzo ottiene subito un vastissimo consenso radiofonico e commerciale: viene pubblicato nel mese di aprile e sale direttamente al primo posto delle classifiche britanniche.
Francis Rossi: “Il Manchester United è uno dei team più famosi e seguiti del mondo. Questa canzone non è stata incisa per noi, ma per loro e tutti i loro fans”.

## Tracce
1. Come on You Reds - 3:25 - (Rossi/Bown/Edwards)

## Formazione
- Francis Rossi (chitarra solista, voce)
- Rick Parfitt (chitarra ritmica, voce)
- Andy Bown (tastiere, chitarra, armonica a bocca, cori)
- John 'Rhino' Edwards (basso, voce)
- Jeff Rich (percussioni)

## British singles chart
| Posizione | 16 | 8 | 2 | 1 | 1 | 2 | 3 | 10 | 11 | 20 | 32 | 35 | 48 | 62 | 71 | uscito |